# Europa Plus
Europa Plus (en russe Европа Плюс) est l'une des principales stations de radio commerciales privées de Russie. Fondée le 30 avril 1990, la station appartient au groupe Média Plus dont l’actionnaire principal est le groupe de médias français Lagardère Active international.
Europa Plus diffuse de la musique au format contemporain et top 40 electro, qu'elle soit occidentale ou russe, et est présente dans les principales grandes villes du pays comme Moscou, Saint-Pétersbourg, Samara, Vladimir, Nijni Novgorod) ainsi que dans plusieurs grandes villes de l'espace post-soviétique (notamment en Arménie, Azerbaïdjan, Biélorussie, Ukraine, Moldavie, Kazakhstan, Kirghizistan, Lettonie et Ouzbékistan, avec des décrochages spécifiques pour chaque pays).

## La station
Europa Plus est la première station de radio commerciale privée à émettre en FM après la chute du « rideau de fer ». Initiée par Georges Polinski et les équipes de Kiss FM, le projet, baptisé "Kiss Moscou" dans un premier temps, est amené à Europe 1 International (Martin Brisac) par Polinski fin 1989 et la radio est lancée le 30 avril 1990 sur le modèle de sa grande sœur française de l'époque, Europe 2.
L'un des programmes phares de la station est l'émission « ЕвроМикс » (EvroMix) qui voit se succéder derrière les platines les principaux DJ de la station, parmi lesquels DJ Suhov, DJ Viper ou DJ Polina. Si la musique occupe la majorité du temps d'antenne, la station diffuse également de nombreuses chroniques thématiques traitant notamment de l'actualité cinématographique et de la vie des stars. Des points d'actualité, des bulletins météo et des informations sur le trafic routier sont également diffusés quotidiennement. Enfin, la station diffuse plusieurs émissions de libre antenne, parmi lesquelles le programme matinal « кофе в постель » (Café au lit) et l'émission « Без Купюр » (Sans coupure).
Evropa Plus diffuse ses émissions en modulation de fréquence dans la plupart des grandes agglomérations russes (Moscou, Saint-Pétersbourg, Samara, Vladimir, Nijni Novgorod) ainsi que dans plusieurs grandes villes de l'espace post-soviétique (notamment en Arménie, Azerbaïdjan, Biélorussie, Ukraine, Moldavie, Kazakhstan, Kirghizistan, Lettonie et Ouzbékistan). À Moscou, elle compte parmi les stations les plus écoutées. 
Les programmes sont exclusivement diffusés en langue russe mais comportent quelques décrochages locaux (informations pratiques et publicité notamment). Les émissions de Europa Plus sont également diffusées par le biais des satellites Yamal 200 et Intelsat 904, lesquels couvrent la majeure partie de la Russie et de l'Asie centrale. Il est également possible d'écouter la station en direct sur internet.
Cette station de radio a été déclinée en chaine de télévision nommé Europa Plus TV.

### Identité visuelle: logo

Premier logo d'Evropa Plus
Logo d'Evropa Plus à partir de 2007.